# REMEMBER THE URGE
「REMEMBER THE URGE」（リメンバー・ジ・アージ）は、the GazettEの楽曲。RUKIが作詞、the GazettEが作曲を手掛けた。the GazettEの20枚目のシングルとして2011年8月31日にSony Music Recordsから発売された。

## 解説
表題曲の「REMEMBER THE URGE」は忘れられない衝動という意味しており、アルバム『TOXIC』には未収録の楽曲の作品である。販売形態はPV及びメイキングDVDが同梱されたOptical Impression-、ボーナストラックとして「痴情」が入ったAuditory Impressionの2形態となっている。

## 収録曲
（全作詞:RUKI、作曲:the GazettE）

### Optical Impression
1. REMEMBER THE URGE
RUKI原曲。
2. CLEVER MONKEY
RUKI原曲。

DVD
1. REMEMBER THE URGE Music Clip
2. REMEMBER THE URGE Making

### Auditory Impression
1. REMEMBER THE URGE
2. CLEVER MONKEY
3. 痴情
RUKI原曲。